# Die Aalraupe

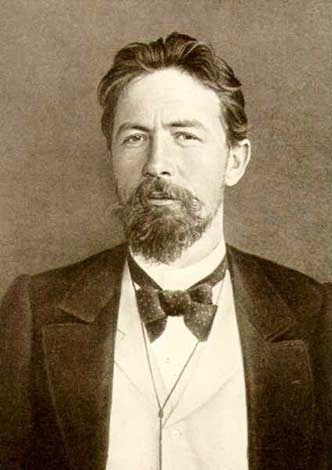
Anton Tschechow

Die Aalraupe (russisch Налим, Nalim) ist eine Kurzgeschichte des russischen Schriftstellers Anton Tschechow, die am 1. Juli 1885 in der Tageszeitung Peterburgskaja gaseta erschien.
An einem Vormittag im Sommer sollen die als Zimmerleute tätigen Bauern Gerassim und Ljubim für den gnädigen Herrn Andrej Andrejewitsch am Ufer ein Badehaus erbauen. Stattdessen fischen beide im tiefen Uferwasser bereits seit über einer Stunde nach einer um die zehn Pfund schweren Aalraupe. Der Raubfisch hat sich im Wasser unters Wurzelwerk des Weidengebüschs verkrochen und ist nicht zu fassen. Die Zimmermänner sind selbst im kalten Wasser vor Jagdeifer ins Schwitzen gekommen und leiten sich schimpfend gegenseitig an: Der glitschige Fisch ist an den Kiemen zu packen. Gut gesagt, doch das misslingt. Gegen Mittag dirigiert der gebrechliche Hirte Jefim seine Herde an die Tränke. Jefim lässt die Herde außer Acht, nähert sich schwimmend den beiden fischenden Zimmermännern und gibt gute Ratschläge: Das Aalraupefangen wolle gelernt sein. Herumwühlen brächte gar nichts.
Derweil dringt die Herde in den Gemüsegarten des gnädigen Herrn ein. Andrej Andrejewitsch erscheint mit der Tageszeitung in der Hand und treibt Jefim zu seiner eigentlichen Arbeit aus dem Wasser. Auch mit Gerassim und Ljubim ist der Herr unzufrieden. Wie wollen die zwei fischenden Tollpatsche das Badehaus fertigkriegen? Der Tadel prallt an den säumigen Zimmerleuten ab. Als der gnädige Herr mitbekommt, worum es geht, packt auch ihn das Jagdfieber. Andrej Andrejewitsch scheitert ebenso und ruft seinen Kutscher Wassili. Inzwischen leitet Ljubim seinen Berufskollegen Gerassim weiter an: Die Baumwurzeln sind mit der Axt zu bearbeiten. Gerassim holt sein Handwerkszeug. Vorsichtig – damit die Zimmerleute ihm nicht die Finger abhacken – greift der gnädige Herr ins Wasser und erwischt den Fisch an den Kiemen, packt zu und holt ihn zu seinem großen Vergnügen heraus. Der starke Raubfisch reißt sich mit einem Schlag los und verschwindet auf Nimmerwiedersehn in seinem nassen Element.

## Verwendete Ausgabe
- Gerhard Dick (Hrsg.), Wolf Düwel (Hrsg.): Anton Tschechow: Gesammelte Werke in Einzelbänden: Die Aalraupe. S. 325–332 in: Gerhard Dick (Hrsg.): Anton Tschechow: Vom Regen in die Traufe. Kurzgeschichten. Aus dem Russischen übersetzt von Ada Knipper und Gerhard Dick. Mit einem Vorwort von Wolf Düwel. 630 Seiten. Rütten & Loening, Berlin 1964 (1. Aufl.)[1]